# Allan Arenfeldt Olesen
Allan Arenfeldt Olesen, född 20 maj 1982 i Köpenhamn, är en dansk fotbollsspelare (försvarare) som spelar för danska Fremad Amager. 
Han har tidigare spelat för Brøndby, Nordsjælland, Randers, Haugesund, IFK Mariehamn och Åtvidabergs FF. I december 2014 skrev Olesen på för danska Fremad Amager.

## Meriter
- Årets U19-spelare i Danmark 2000
- Superligaen: 2001/2002
- Danska cupen 2003